# 阿尼亞諾
阿尼亞諾（Agnano）是意大利那不勒斯省西北部的一個火山口，於古希臘及古羅馬時期，其火山湖一帶曾以溫泉著名，但火山湖於1866年消失。